# Куземко Анна Аркадіївна
Анна Аркадіївна Куземко  — українська вчена у галузях ботаніки, екології та охорони природи, доктор біологічних наук (2013), лауреат Премії НАН України імені М. Г. Холодного (2025), провідний науковий співробітник Інституту ботаніки НАН України. Є членом виконавчого комітету Євразійської степової групи (Eurasian Dry Grassland Group — EDGG), членом міжнародної робочої групи «Огляд рослинності Європи» (European Vegetation Survey) та Міжнародної асоціації науки про рослинність (International Association for Vegetation Science).
У 2018 році А. Куземко увійшла до числа засновників громадської організації «Ukrainian Nature Conservation Group» та була обрана до її Правління.

## Життєпис
У 1997 році закінчила Уманський державний педагогічний інститут імені Павла Тичини. У 1997—2000 роках навчалася в аспірантурі в Інституті ботаніки імені М. Г. Холодного НАН України і згодом працювала у цій установі. У 2003 році захистила кандидатську дисертацію на тему «Рослинність долини річки Рось: синтаксономія, антропогенна динаміка, охорона» (науковий керівник Д. В. Дубина). З 2006 року працювала в Національному дендрологічному парку «Софіївка». У 2012 році захистила докторську дисертацію на тему «Лучна рослинність лісової та лісостепової зон рівнинної частини України: структура та антропогенна трансформація» (науковий консультант Ю. Р. Шеляг-Сосонко) і наступного року отримала відповідний ступінь. У 2017 році повернулася на роботу в Інститут ботаніки НАН України.

## Деякі найважливіші наукові праці
- Куземко А. А. Рослинний покрив долини нижньої течії р. Рось та шляхи його збереження // Український ботанічний журнал. — 2000. — 57, № 5. — С. 523—533.
- Куземко А. А. Охорона флори та рослинності долини річки Рось // Український ботанічний журнал. — 2002. — 59, № 5. — С. 569—577.
- Куземко А. А. Зміна участі господарських груп в угрупованнях класу Molinio-Arrhenatheretea R.Tx. 1937 внаслідок антропогенної трансформації // Український ботанічний журнал. — 2008. — 65, № 3. — С. 317—335.
- Kuzemko A. Dry grasslands on sandy soils in the forest and forest-steppe zones of the plains region of Ukraine: present state of syntaxonomy [Архівовано 21 січня 2021 у Wayback Machine.] // Tuexenia. — 2009, № 29. — P. 369—390
- Куземко А. А. Лучна рослинність. Клас Molinio-Arrhenatheretea — Київ: Фітосоціоцентр. 2009. — 376 с.
- Куземко А. А. Концепція асоціації в сучасній фітосоціології // Чорноморський ботанічний журнал. — 2011. — Т. 7, № 3. — С. 215—229.
- Kuzemko A. A., Becker T., Didukh Y. P., Ardelean I. V., Becker U., Beldean M., Dolnik C., Jeschke M., Naqinezhad A., Uğurlu E., Ünal A., Vassilev K., Vorona E. I., Yavorska O.H. & Dengler J. Dry grassland vegetation of Central Podolia (Ukraine) — a preliminary overview of its syntaxonomy, ecology and biodiversity // Tuexenia. — 2014. — 34. — P. 391—430.
- Куземко А. А., Діденко І. П., Швець Т. А., Чіков І. В., Джус Л. Л., Чеканов М. М. Рідкісні та зникаючі види колекції трав'янистих рослин Національного дендрологічного парку «Софіївка» НАН України. — Київ, 2015. — 180 с.
- Kuzemko A., Steinbauer M. J., Becker T., Didukh Y. P., Dolnik C., Jeschke M., Naqinezhad A., Ug˘urlu E., Vassilev K., Dengler J. Patterns and drivers of phytodiversity in steppe grasslands of Central Podolia (Ukraine) // Biodiversity and Conservation. — 2016. — 25(12). — P. 2233—2250.
- Kuzemko A. A. Classification of the class Molinio-Arrhenatheretea in the forest and forest-steppe zones of Ukraine // Phytocoenologia. — 2016. — 46(3). — P. 241—256.